# 5-amminolevulinato sintasi
La δ-amminolevulinato sintasi è un enzima appartenente alla classe delle transferasi, che catalizza la seguente reazione:
succinil-CoA + glicina ⇄ 5-aminolevulinato + CoA + CO2
Nella biosintesi dell'eme questa reazione è la tappa limitante dell'intero processo e si svolge nella matrice mitocondriale anche perché il succinil-CoA è presente solo nei mitocondri, l'enzima tuttavia è sintetizzato nel citoplasma. Quando si trova nel citoplasma l'ALA sintasi è un dimero costituito da due subunità di 71 KDa in forma non ripiegata, tale conformazione è mantenuta grazie all'interazione con una chaperonina citosolica di 70 KDa che richiede ATP. Una sequenza N-terminale basica permette all'ALA sintasi di essere trasportata all'interno del mitocondrio. Qui la sequenza viene tagliata da una proteasi che attiva l'enzima, ora costituito da due subunità di 65 KDa ciascuna; qui la proteina è ripiegata da un'altra grande chaperonina costituita da 14 subunità ciascuna da 60 KDa, secondo un processo ancora una volta ATP dipendente. L'ALA sintasi ha un'emivita di circa 1 ora. È inibita dall'emina in funzione della sua concentrazione, con un'inibizione prossima al 100% quando si trova a 20 mM. È una proteina contenente piridossal-fosfato (estere della vitamina B6). L'enzima degli eritrociti è un'isoforma geneticamente differente da quello degli altri tessuti, in particolare quello dell'eritrocita contiene una sequenza IRE (iron regulatory element), mentre l'altra non la contiene. La mutazione dell'ALA sintasi eritrocitica porta ad anemia sideroblastica, il cui gene si trova sul cromosoma X.